# Diritti LGBT nei Paesi Bassi
I diritti LGBT nei Paesi Bassi sono pienamente riconosciuti e applicati, essendo uno dei paesi più progressisti al mondo in materia di trattamento paritario nei confronti dei propri cittadini lesbiche, gay, bisessuali e transgender (LGBT). Gli atti omosessuali sono stati legalizzati nel 1811, dopo che il primo impero francese invase il paese installando il codice Napoleonico e cancellando in tal modo tutte le precedenti leggi sulla sodomia le quali non sono più state promulgate neppure dopo che il territorio olandese riottenne l'indipendenza a seguito del Congresso di Vienna (1814-1815).
Sebbene le persone transessuali siano autorizzate a cambiare in forma legale e riconosciuta il loro genere, protezioni antidiscriminatorie per motivi di espressione d'identità di genere non sono ancora state esplicitamente emanate per l'intero territorio nazionale.
La capitale Amsterdam viene spesso citata per essere una delle città più gay-friendly del mondo, molto ben conosciuta per le sue numerose possibilità di alloggio espressamente riservate alla comunità LGBT, tra cui innumerevoli bar gay, stabilimenti balneari e saune gay, così come alberghi, locali del più vario genere e "Pink Point" che forniscono informazioni e souvenir. La comunità LGBT ha il centro di sua massima visibilità a Rembrandtplein.
L'Homomonument, completato nel 1987, è stato il primo monumento al mondo che ha commemorato la storia degli omosessuali nella Germania nazista e durante l'olocausto, perseguitati e uccisi prima e durante la seconda guerra mondiale; a seguire, anche L'Aia ha inaugurato il proprio "Homomonument", mentre Utrecht ha innalzato un "Sodomonument" per commemorare una delle rare persecuzioni anti-omosessuali della storia olandese, i processi per sodomia di Utrecht avvenuti nella prima metà del XVIII secolo.

## Leggi in materia di attività sessuale tra persone dello stesso sesso

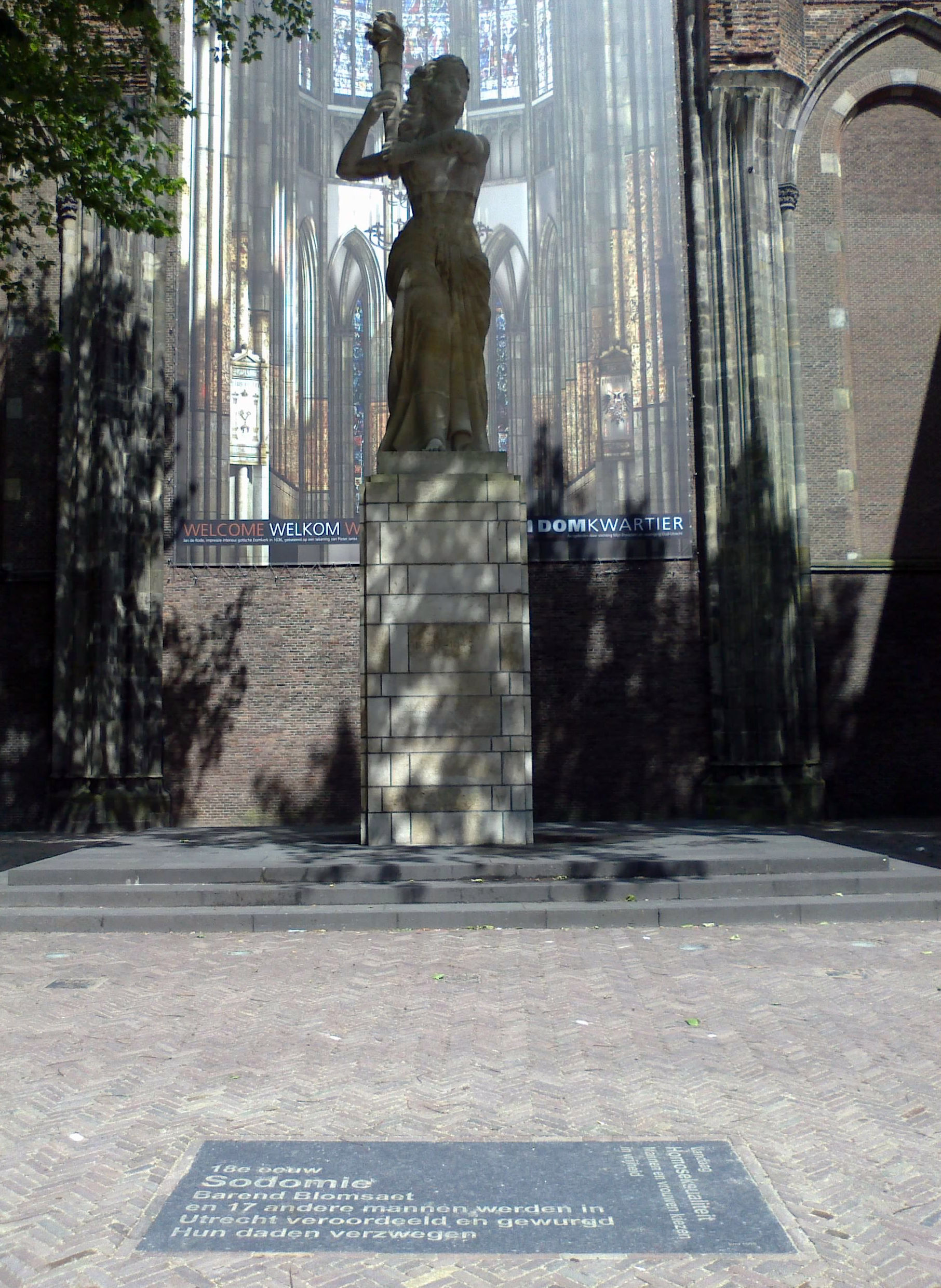
L'Homomonument di Utrecht.

Tra il 1730 e il 1811, la sodomia è stata considerata uno dei crimini passibili di pena di morte all'interno della Repubblica delle Sette Province Unite con la conseguente persecuzione di centinaia di omosessuali.

### Durante l'occupazione napoleonica
Dopo che, a seguito della Rivoluzione francese, la Francia invase la regione, venne adottato il Codice Napoleonico, e, di conseguenza, le leggi relative all'attività sessuale praticata in privato tra persone dello stesso sesso adulte e consenzienti vennero abrogate.

### Dopo l'indipendenza
Dopo l'indipendenza olandese nessuna nuova legge sulla sodomia è stata emanata.
I partiti politici a sfondo cristiano fecero invece emanare nel 1911 l'articolo 248bis del codice penale, innalzando l'età del consenso per l'attività sessuale tra persone dello stesso sesso a 21 anni, mentre quella per l'attività sessuale eterosessuale rimase a 16 anni. Le leggi che citano "l'indecenza pubblica" sono state spesso utilizzate contro gli omosessuali dell'epoca.

### Durante l'occupazione nazista
Durante il secondo conflitto mondiale, con l'occupazione della germania, i nazisti introdussero nel paese il Paragrafo 175 nel diritto olandese; questo ha nuovamente proibito penalmente qualsiasi atto omosessuale. Tale legge è stata abrogata immediatamente dopo la fine della guerra nel 1945.

### Dopo la seconda guerra mondiale
Durante la metà del XX secolo, gli psichiatri olandesi e i membri del clero hanno iniziato ad aver una visione dell'omosessualità meno critica e a partire dal 1973 essa non è più stata considerata dalla categoria medica come malattia mentale. L'articolo 248 bis codice penale è stato abrogato nel 1971 e l'età del consenso per la pratica della sessualità omosessuale è stata equiparata a quella eterosessuale.

## Riconoscimento delle relazioni omosessuali

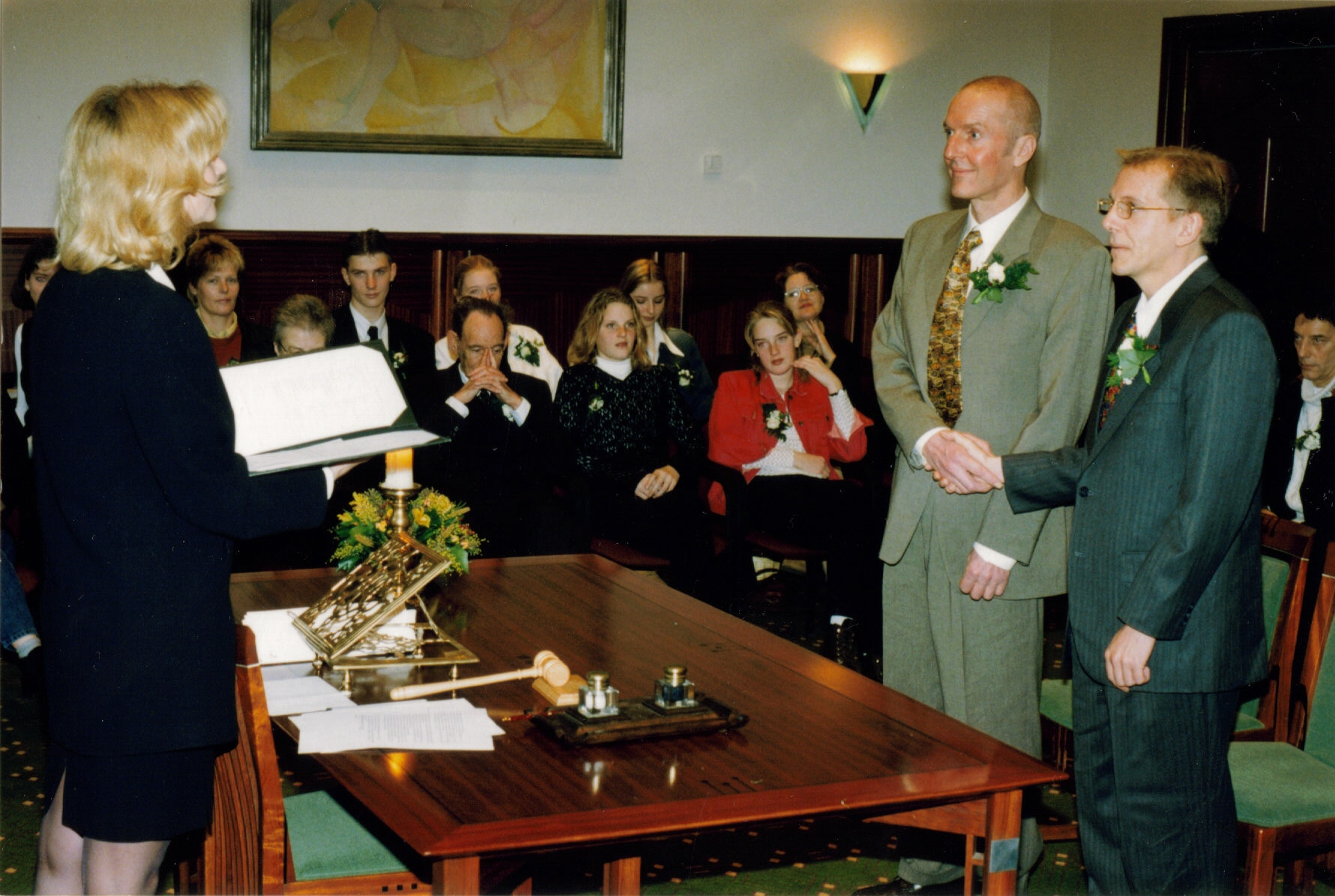
Celebrazione di un matrimonio omosessuale.

Il parlamento olandese ha iniziato a concedere alle coppie omosessuali alcuni diritti paritari dal 1º gennaio 1998, in forma di unione civile-convivenza come alternativa del matrimonio vero e proprio; vantaggi questi consentiti anche alle coppie di sesso opposto. I Paesi Bassi sono diventati poco dopo il primo paese al mondo a legalizzare il matrimonio omosessuale nel 2001, con la legge entrata in vigore nel 1º  aprile. In quel giorno Job Cohen, l'allora sindaco di Amsterdam, sposò quattro coppie composte da persone dello stesso sesso; la legge era passata alla Camera dei Rappresentanti con 109 voti contro 33.
Anche se i matrimoni tra persone dello stesso sesso possono essere eseguiti nel territorio europeo dei Paesi Bassi e nei Caraibi Olandesi o Isole BES comprendenti Bonaire, Sint Eustatius e Saba (isola), i matrimoni omosessuali eseguiti e registrati ad Aruba, Curaçao e Sint Maarten, che pur sono territori costitutivi del Regno dei Paesi Bassi, non sono considerati ufficialmente validi. Come risulta dall'articolo 40 della Carta per il Regno dei Paesi Bassi, i matrimoni omosessuali eseguiti in qualche parte del Regno devono essere riconosciuti in tutti i territori; tuttavia, essi non sono autorizzati a garantire la parità di trattamento delle coppie con licenze di matrimonio.

## Protezioni antidiscriminazione.

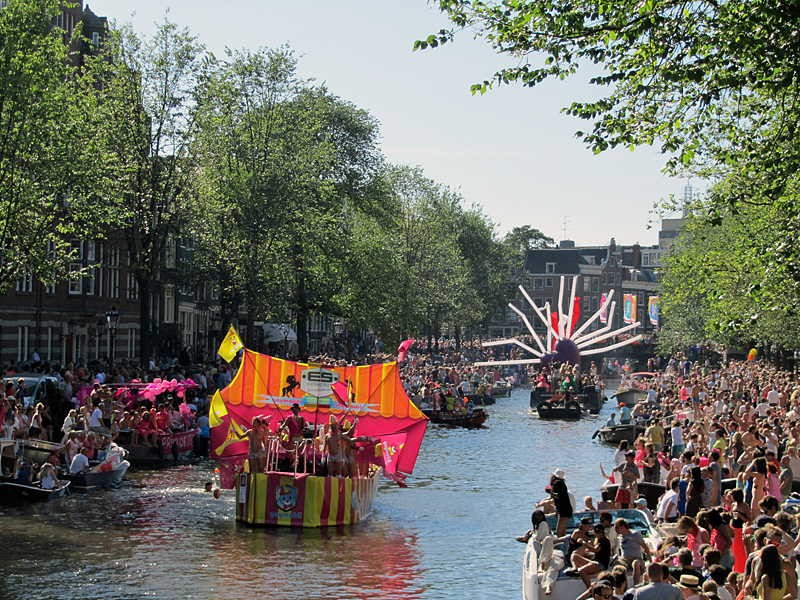
Due imbarcazioni partecipano alla parata del Gay Pride 2013 ad Amsterdam attraversando i canali cittadini.

Il parlamento olandese ha promulgato la legge sulla parità di diritti nel 1993, essa vieta la discriminazione sulla base dell'orientamento sessuale in materia di occupazione, alloggio, e per le sistemazioni sia pubbliche che private. Le persone transgender sono protette sotto la categoria 'genere'.
Nel 2014 il Ministero degli interni BZK ha iniziato ad esplorare come il divieto di discriminazione in base all'identità di genere e all'espressione di genere può essere reso esplicito nella legge Equal Rights. I risultati sono stati pubblicati il 23 giugno 2016. La relazione afferma che, anche se la discriminazione contro le persone transgender è vietata, si consiglia il divieto esplicito nella legge Equal Rights, al fine di aumentare la consapevolezza di questo divieto. La relazione raccomanda inoltre di vietare la discriminazione delle persone con una condizione di intersessualità.
Al 16 gennaio 2017 i partiti politici Democratici 66, Partito del Lavoro (Paesi Bassi) e Sinistra Verde hanno promosso un disegno di legge per emendare la legge sulla parità di diritti. Il disegno di legge avrà esplicito il divieto di discriminazione sulla base di caratteristiche sessuali, identità di genere ed espressione di genere. Il disegno di legge ora attende il parere del Consiglio di Stato, prima che possa passare alla Camera dei Rappresentanti.

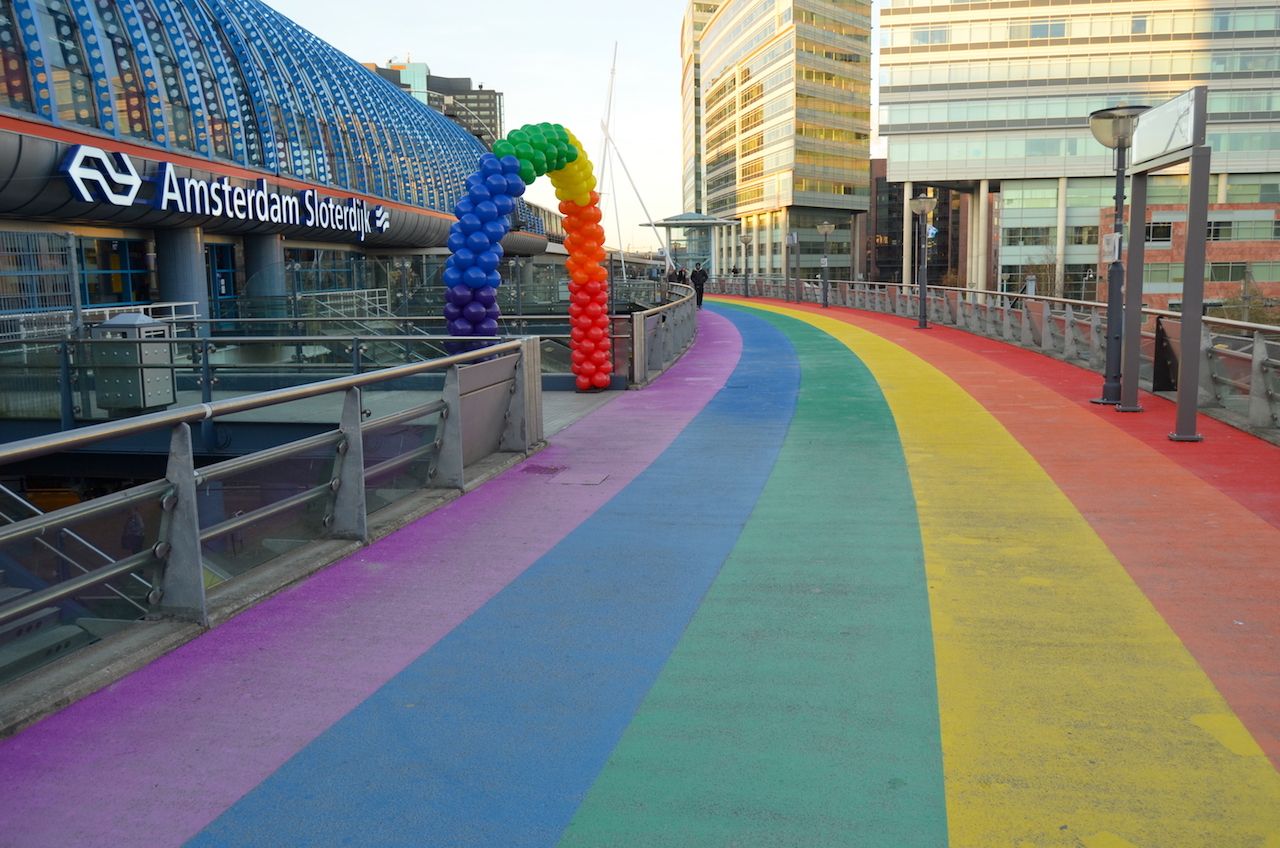
Una stazione di Amsterdam

Recentemente una scappatoia è stata fissata nella legge Equal Rights. Prima di questo alle scuole religiose finanziate dal governo non è stato permesso di licenziare o negare il posto di lavoro agli insegnanti sulla base dell'orientamento sessuale di una persona. Tuttavia alcune scuole avevano interpretato questo divieto nel senso che avrebbero potuto licenziare un insegnante per i comportamenti commessi al di fuori della struttura che andavano contro l'ethos della stessa scuola. Questo ha portato alla cessazione lavorativa per un insegnante nel 2005 essendo impegnato in una relazione omosessuale.
Una proposta di legge che ha rimosso la possibilità e assicurato che gli studenti LGBT e gli insegnanti non devono venire licenziati o espulsi a causa del loro orientamento sessuale è stata discussa in Parlamento. Al 27 maggio 2014 questo disegno di legge è stato approvato dalla stragrande maggioranza della Camera dei Rappresentanti (141 a 9) e il 10 marzo 2015 il disegno di legge è stato approvato dal Senato (72 a 3). Il disegno di legge è entrato in vigore completo il 1º luglio 2015.

## Adozione e Omogenitorialità
La possibilità di Adozione da parte di coppie dello stesso sesso è stata legalizzata assieme al matrimonio nel 2001; essa comprende anche l'adozione congiunta. Il parlamento olandese ha anche iniziato a permettere alle coppie dello stesso sesso di adottare bambini provenienti dall'estero nel 2005. Le coppie lesbiche possono inoltre ottenere l'accesso al trattamento di fecondazione in vitro.
La maternità surrogata altruistica è legale nei Paesi Bassi. Quella commerciale è, invece, illegale, indipendentemente dall'orientamento sessuale. Nonostante quella altruistica sia legale, sono pochi gli ospedali che permettono tale trattamento, e sotto rigide condizioni. Questo fa sì che molte coppie decidono di rivolgersi all'estero. Nel 2019, almeno 2 cliniche di fertilizzazione in vitro nei Paesi Bassi hanno iniziato ad offrire servizi di maternità surrogata alle coppie dello stesso sesso; una, a Leiderdorp, aiuta con la fertilizzazione degli ovuli della madre surrogata, mentre una seconda a Gemert-Bakel lavora con i membri della famiglia della coppia per una migliore somiglianza genetica.
Il 10 Novembre del 2020, il Ministro dell’Istruzione Arie Slob, è stato sottoposto ad indagine dalla procura. Si tratta di un’indagine atta a stabilire se il Ministro dell'Istruzione abbia infranto la legge nel momento in cui ha dichiarato che:«Le scuole olandesi cristiane hanno il diritto di poter chiedere ai genitori degli scolari di sottoscrivere un atto che attesti il rifiuto dell'omosessualità».

## Identità ed espressione di genere
Nel dicembre 2013, il parlamento olandese ha approvato, con larga maggioranza, una legge che permette alle persone transgender di cambiare legalmente sesso nei loro certificati di nascita e altri documenti ufficiali senza doversi sottoporre a sterilizzazione e alla chirurgia di riassegnazione del sesso. La legge è entrata in vigore nel 2014. Inoltre, le persone transgender possono entrare nelle forze armate.
Dal 1970 è possibile indicare nel certificato di nascita che il "sesso non può essere determinato" quando il sesso del nascituro non è chiaro. Il 28 maggio 2018, la Corte distrettuale di Limburg ha deciso in favore di un cittadino olandese che voleva gli fosse riconosciuto il terzo genere sul suo certificato di nascita. Sebbene la legge attuale non permette di poter indicare il terzo genere, il giudice ha accolto la richiesta utilizzando le parole "il sesso non può essere determinato". La Corte ha invocato l'intervento del legislatore al fine di fornire più opzioni oltre agli attuali maschio e femmina, perché l'assenza di un'opzione gender-neutral è una violazione della vita privata, del diritto all'autodeterminazione e all'autonomia personale per le persone transgender e intersex. Il governo olandese sta attualmente esaminando le conseguenze legali della decisione. Il ricorrente, Leonne Zeegers, ha ricevuto un passaporto olandese con indicata una "X" alla voce "sesso" nell'ottobre 2018. Nonostante ciò, non è stata ancora approvata alcuna legge e dunque la questione resta nelle mani della giurisprudenza.

## Terapie di conversione
Organizzazioni che offrono terapie di conversione nei Paesi Bassi non possono ottenere sussidi. Inoltre, dal 2012 le terapie di conversione non sono coperte dall'assicurazione sanitaria.
Il 17 maggio 2019, dopo che il programma televisivo "Ewout & homogenezing", andato in onda su RTL 5 il 23 aprile 2013, ha mostrato che molte organizzazioni, inclusi gruppi pentecostali e battisti olandesi, stavano offrendo terapie di conversione, il partito del lavoro olandese e i Democratici 66 hanno richiesto delle indagini su tali affermazioni. Nel maggio 2019, Hugo de Jonge, il Ministro della salute, del benessere e dello sport, ha informato la Camera dei rappresentanti che non vi sarebbe la necessità di vietare le terapie di conversione nei Paesi Bassi. Ha anche affermato che non intende istituire una commissione per meglio indagare il fenomeno.
Tuttavia, il 22 maggio 2019, la Camera dei rappresentanti dei Paesi Bassi ha adottato una mozione per investigare l'entità delle terapie di conversione degli omosessuali nel paese. La mozione è stata supportata da D66, GroenLinks (GL) e dal PvdA, mentre L'Unione Cristiana, il Partito Politico Riformato e il partito per la libertà hanno votato contro. Il 29 maggio, la Camera dei rappresentanti ha approvato un'altra mozione, questa volta chiedendo a Ferdinand Grapperhaus, Il ministro della giustizia, di creare una proposta legislativa per vietare esplicitamente le terapie di conversione. I parlamentari hanno definito tali trattamenti indigeribili e nocivi. La mozione è stata proposta dal Partito Popolare per la Libertà e la Democrazia ed è stata supportata dai partiti VVD, D66, GL, PvdA e dal partito socialista, mentre i partiti Appello Cristiano Democratico (CDA), CE, PVV e Forum per la democrazia (FvD) hanno votato contro. Tale mozione non prevede un programma temporale preciso.

## Donazione di sangue

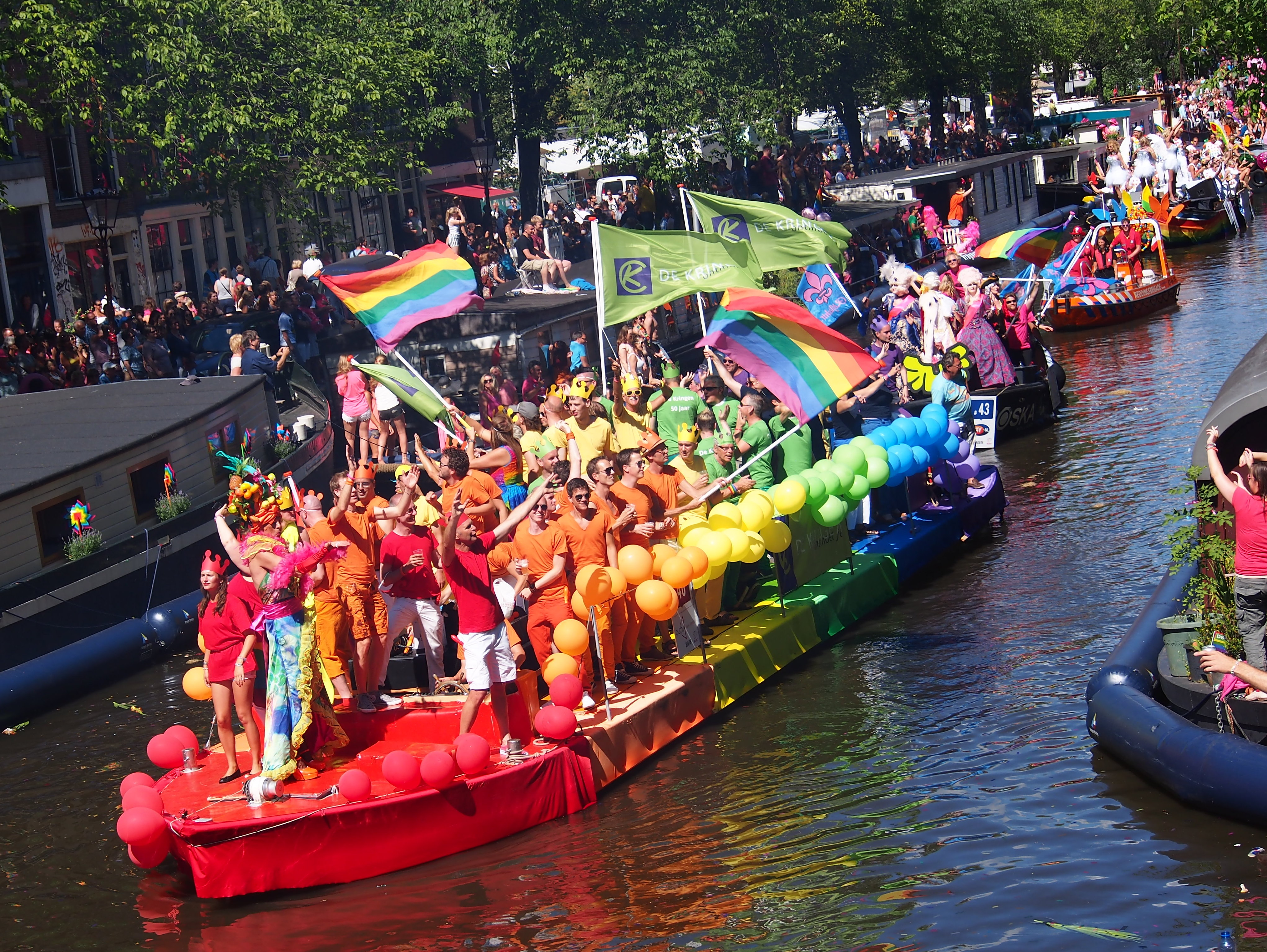
Amsterdam Gay Pride del 2013

Nei Paesi Bassi, come in molti altri paesi, gli uomini che hanno rapporti sessuali con altri uomini (MSM), in passato non sono stati autorizzati a donare il sangue. La popolazione MSM nei paesi sviluppati tende ad avere una rilevanza relativamente alta di infezione da HIV/AIDS, in tal modo un divieto generale è stato applicato fino al 2015.
Nel mese di aprile 2012 la Camera dei Rappresentanti ha votato una mozione che avrebbe posto termine ad un tale divieto e renderebbe i comportamenti sessuali a rischio come criteri della donazione del sangue; in risposta il governo ha chiesto alla banca del sangue Sanquin e all'Università di Maastricht di indagare se v'è la possibilità di permettere agli MSM di donare il sangue.
Il 6 marzo 2015 la relazione è stata presentata. Essa ha dimostrato che non vi sono motivi scientifici medici per regolare le politiche di selezione dei donatori di sangue discriminando gli uomini che hanno avuto rapporti sessuali con altri uomini. Questo toglie l'argomento principale dei rischi per la sicurezza. Il 28 ottobre 2015, il Ministro della Salute, benessere e dello sport ha annunciato che un differimento di 12 mesi sulla donazione di sangue dovrebbe sostituire il divieto a vita esistente. Il 15 febbraio 2019, la banca del sangue Sanquin ha annunciato che ridurrà questo periodo a 4 mesi. Ciò dovrebbe entrare in vigore a luglio 2019.

## Relazioni con l'Uganda
Nel maggio 2023, i Paesi Bassi hanno immediatamente interrotto la cooperazione, le relazioni politiche e il commercio con l'Uganda a seguito dell'approvazione della legge anti-omosessualità.

## Condizioni di vita
I Paesi Bassi sono stati spesso indicati come uno dei paesi più Gay friendly del mondo  a causa della sua rapida adozione della legislazione sui diritti LGBT e la percezione della tolleranza.
Amsterdam è stata indicato come una delle città più gay-friendly del mondo da pubblicazioni come The Independent. Il festival annuale del Gay Pride si è tenuto ad Amsterdam ogni anno dal 1996. Il festival attira diverse centinaia di migliaia di visitatori ogni anno e, quindi, è uno dei più grandi eventi annuali tenuti pubblicamente nei Paesi Bassi. Amsterdam è stata anche città ospitante dell'Europride due volte, nel 1994 e nel 2016. Con quest'ultimo ha attirato più di 560.000 visitatori.
Oltre ad Amsterdam, altre città in cui vi è una visibile comunità gay sono Rotterdam, Kerkrade, Utrecht, L'Aia e Scheveningen, con vari bar, saune e locali rivolti ad una clientela LGBT.
Un sondaggio del 2013 ha mostrato che il 93% degli olandesi ritiene che gli omosessuali dovrebbero vivere la loro vita come preferiscono, mentre solo il 4% ritiene che dovrebbero essere rifiutati. Altri sondaggi hanno mostrato alti livelli di accettazione pubblica e sociale delle persone LGBT, confermando l'idea di molti secondo cui i Paesi Bassi sono uno dei paesi più gay-friendly al mondo. Secondo un report del 2016 dell'Istituto olandese per la ricerca sociale, la maggior parte degli olandesi ha un'attitudine positiva verso gli omosessuali. Solo il 7% vede gli omosessuali e i bisessuali negativamente e il 10% vede le persone transgender negativamente. Tuttavia, il 3,8% dei gay e delle lesbiche sono state vittima di violenza, in contrasto con il 2,4% degli eterosessuali. E il 32% e il 23% degli intervistati ha affermato che non vedrebbe di buon occhio rispettivamente due uomini e due donne baciarsi (solo il 12% ha risposto così nell'ipotesi in cui dovesse vedere una coppia eterosessuale baciarsi).
Nell'aprile 2017, una coppia omosessuale ha subito un attacco da un gruppo di giovani marocchini nella città di Arnhem. Dopo l'attacco, numerosi politici, ufficiali di polizia, sacerdoti e molti altri hanno mostrato la loro opposizione alla violenza LGBT tenendosi per mano in pubblico. Tra i 400 e i 600 attacchi verso le persone LGBT sono avvenuti tra il 2011 e il 2017, secondo il gruppo LGBT COC.

## Opinione pubblica

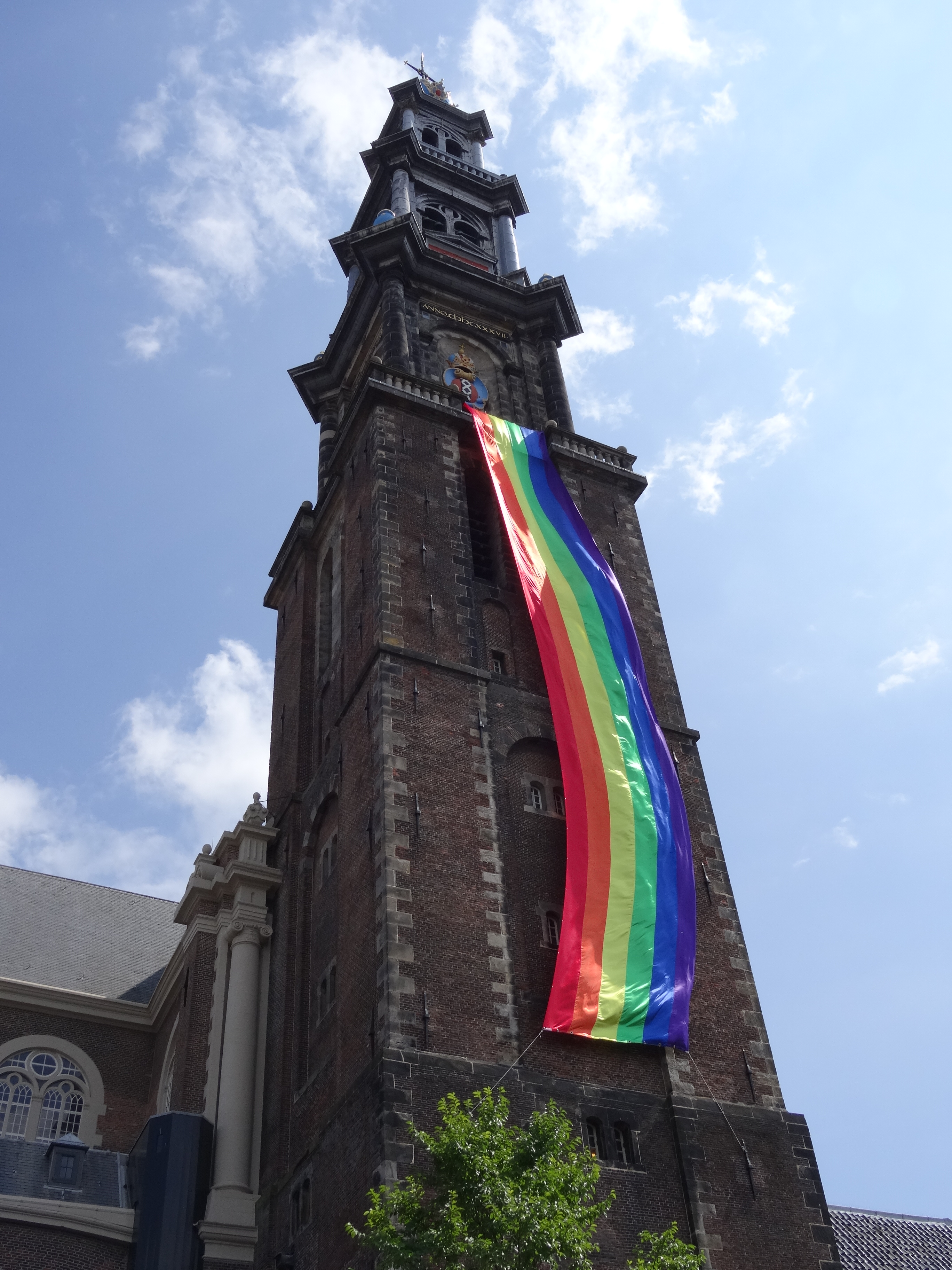
Amsterdam Gay Pride 2016

Una ricerca condotta tra i membri dell'Unione europea nel 2006 ha indicato che l'82% dei cittadini olandesi ha sostenuto il matrimonio omosessuale, che era la più alta percentuale di sostegno verificatosi durante questo periodo. Nei territori caraibici del Regno, i cittadini sono per lo più religiosi, con una conseguente grande opposizione nei riguardi del matrimonio omosessuale rispetto ai territori europei.
Secondo un sondaggio condotto nel maggio 2013 da "Ifop" risulta indicato che l'85% della popolazione olandese ha sostenuto il matrimonio omosessuale e il diritto all'adozione per le coppie gay.
I Paesi Bassi sono uno degli stati più avanzati nel liberalismo sociale di tutto il pianeta, con sondaggi indicanti che più del 90% degli appartenenti all'etnia degli Olandesi vedono e considerano l'omosessualità come perfettamente morale ed accettabile, sia socialmente che individualmente; nonostante ciò tra la comunità dei Turchi nei Paesi Bassi e dei residenti marocchino-olandesi solo il 30% e il 25% rispettivamente risultano essere della stessa opinione. Tra gli induisti presenti sul territorio la percentuale di accettazione si è rivelata infine essere in linea con quella della maggioranza olandese, mentre la maggior parte dell'opposizione ai diritti LGBT e della violenza contro le persone LGBT provengono direttamente dalle comunità dei cristiani e dei musulmani i quali costituiscono meno della metà della popolazione totale.

## Nel cinema
- 1979: Een vrouw als Eva
- 1980: Spetters
- 1983: Il quarto uomo (film 1983)
- 1990: Spelen of Sterven)
- 1992: Voor een verloren soldaat
- 1996: I racconti del cuscino
- 2002: All'improvviso
- 2004: Mysterious Skin
- 2004: Simon (film)
- 2013: Gay Meets Girl
- 2014: Jongens
- 2015: Eisenstein in Messico
- 2016: Strike a Pose

## Tabella riassuntiva
| Diritto | Si/No | Note |
| --- | ----- | --- |
| Atti omosessuali legali                                                                                        | Si    | Dal 1811 |
| Pari età del consenso                                                                                          | Si    | Dal 1971 |
| Leggi contro la discriminazione in campo lavorativo                                                            | Si    | Dal 1994 |
| Leggi antidiscriminatorie nella fornitura di beni e servizi                                                    | Si    | Dal 1994 |
| Leggi antidiscriminatorie in tutti gli altri settori (inclusa la discriminazione indiretta e i crimini d'odio) | Si    | Dal 1994 |
| Leggi antidiscriminatorie relative all'identità di genere                                                      | Si    | (dal 2019 in maniera espressa, ma retroattivamente dal 1994)                                                                  |
| Matrimonio tra persone dello stesso sesso                                                                      | Si    | Dal 2001; primo paese al mondo ad averlo legalizzato.                                                                         |
| Riconoscimento dell relazioni omosessuali                                                                      | Si    | Benefici dati dall'unione civile nel 1998                                                                                     |
| Step-child adoption per coppie dello stesso sesso                                                              | Si    | Introdotto col matrimonio nel 2001                                                                                            |
| Adozione congiunta                                                                                             | Si    | Introdotto col matrimonio nel 2001                                                                                            |
| Permesso per gay e lesbiche di servire apertamente nelle forze armate                                          | Si    | Dal 1973 |
| Diritto di cambiare genere legalmente                                                                          | Si    | Dal 1985 e dal 2014 senza necessità di chirurgia                                                                              |
| Opzione per il terzo genere                                                                                    | Si    | Dal 2018 |
| Terapie di conversione vietate                                                                                 | /     | |
| Accesso alla fecondazione in vitro per le lesbiche                                                             | Si    | Dal 2003 |
| Genitorialità automatica per entrambi i coniugi dopo la nascita                                                | Si    | Solo con sperma di donatore sconosciuto per le coppie lesbiche                                                                |
| Parità di diritti per le coppie gay in materia di surrogazione di maternità                                    | /     | Proibita la maternità surrogata commerciale anche per le coppie eterosessuali. La maternità surrogata altruistica è permessa. |
| Permesso per gli omosessuali di donare il sangue                                                               | /     | Dal 2015, soggetto a differimento di 1 anno dall'ultima attività sessuale. (Solo cellule del sangue, senza plasma sanguigno)  |